# Wiaczesław Budzynowski

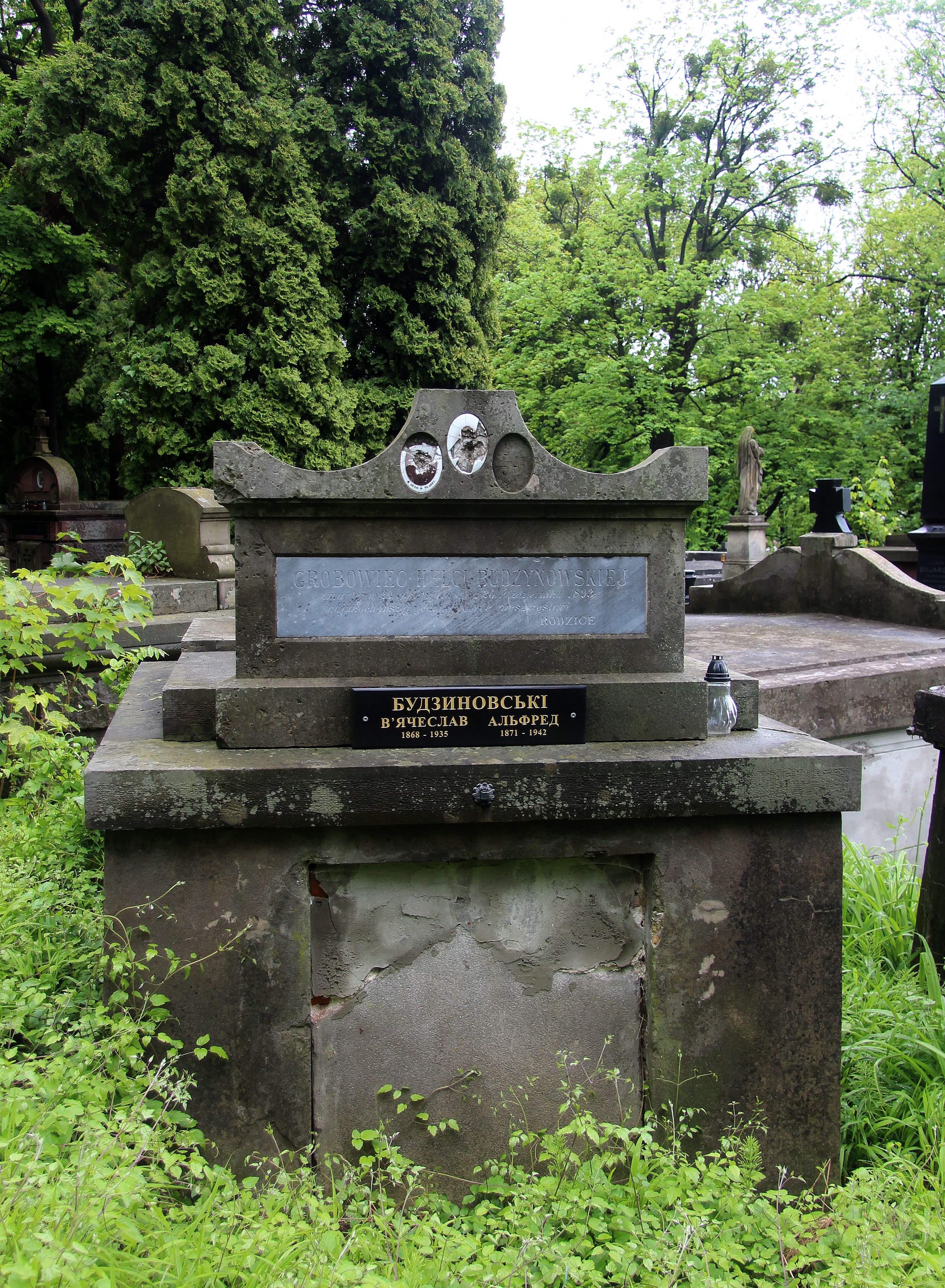

Wiaczesław Budzynowski (ukr. В'ячеслав Будзиновський, ur. 30 stycznia 1868 w Baworowie, zm. 14 lutego 1935 we Lwowie) – ukraiński polityk w Galicji, publicysta i dziennikarz, poseł do Rady Państwa Austrii.

## Życiorys
Jeden z założycieli Ukraińskiej Partii Radykalnej i redaktor jej organu prasowego "Hromadśkyj hołos". Od 1899 jeden z przywódców Ukraińskiej Partii Narodowo-Demokratycznej.
W 1900 bez powodzenia kandydował na posła na wyborach do Rady Państwa X kadencji w Wiedniu z IV (wiejskiej) kurii w okręgu wyborczym Nr XXVII Tarnopol–Zbaraż–Skałat, gdy zwyciężył go dr. Emil Gładyszewski.
W latach 1907–1918 był posłem do austriackiego parlamentu (w maju 1907 (zwyciężył ks. Stanisława Gromnickiego), w czerwcu 1911 wybrany w okręgu dwumandatowym Nr 60 Buczacz–Monasterzyska–Podhajce–Wiśniowczyk).
W 1927 został jednym z założycieli i przewodniczącym Ukraińskiej Partii Pracy.
Autor kilku prac z dziedziny ekonomii, oraz powieści i opowiadań historycznych, m.in. powieści Jak Moskwa niszczyła Ukrainę (1917).